# Bulbophyllum rhodosepalum
Bulbophyllum rhodosepalum là một loài phong lan thuộc chi Bulbophyllum.